# تاکسی (فیلم ۱۹۹۸)
تاکسی (انگلیسی: Taxi) یک فیلم اکشن کمدی فرانسوی محصول سال ۱۹۹۸ با فیلم‌نامه‌ای از لوک بسون و کارگردانی ژرار پیره است. این فیلم اولین فیلم از سری پنج‌گانه تاکسی ۲، تاکسی ۳، تاکسی ۴ و تاکسی ۵ است. و یک بازسازی انگلیسی زبان، تاکسی (۲۰۰۴)، همچنین پیش زمینه‌ای برای نمایش تلویزیونی آمریکایی در سال ۲۰۱۴، بنام تاکسی بروکلین را فراهم کرد. در این فیلم بازیگرانی همچون سامی ناصری، فردریک دیفنتال، ماریون کوتیار، برنارد فارسی، اما سوجبرگ، ادوار مونتوت ایفای نقش کرده‌اند.
داستان فیلم در مارسی می‌گذرد. در این فیلم، یک بازرس پلیس با اخاذی از یک راننده تاکسی به او کمک می‌کند تا یک باند آلمانی را ردیابی کند. او به زودی به خانه راننده نقل مکان می‌کند. راننده انگیزه دارد تا مأموریت مبارزه با جرم و جنایت خود را تکمیل کند تا از شر همخانه جدید خود خلاص شود.

## داستان

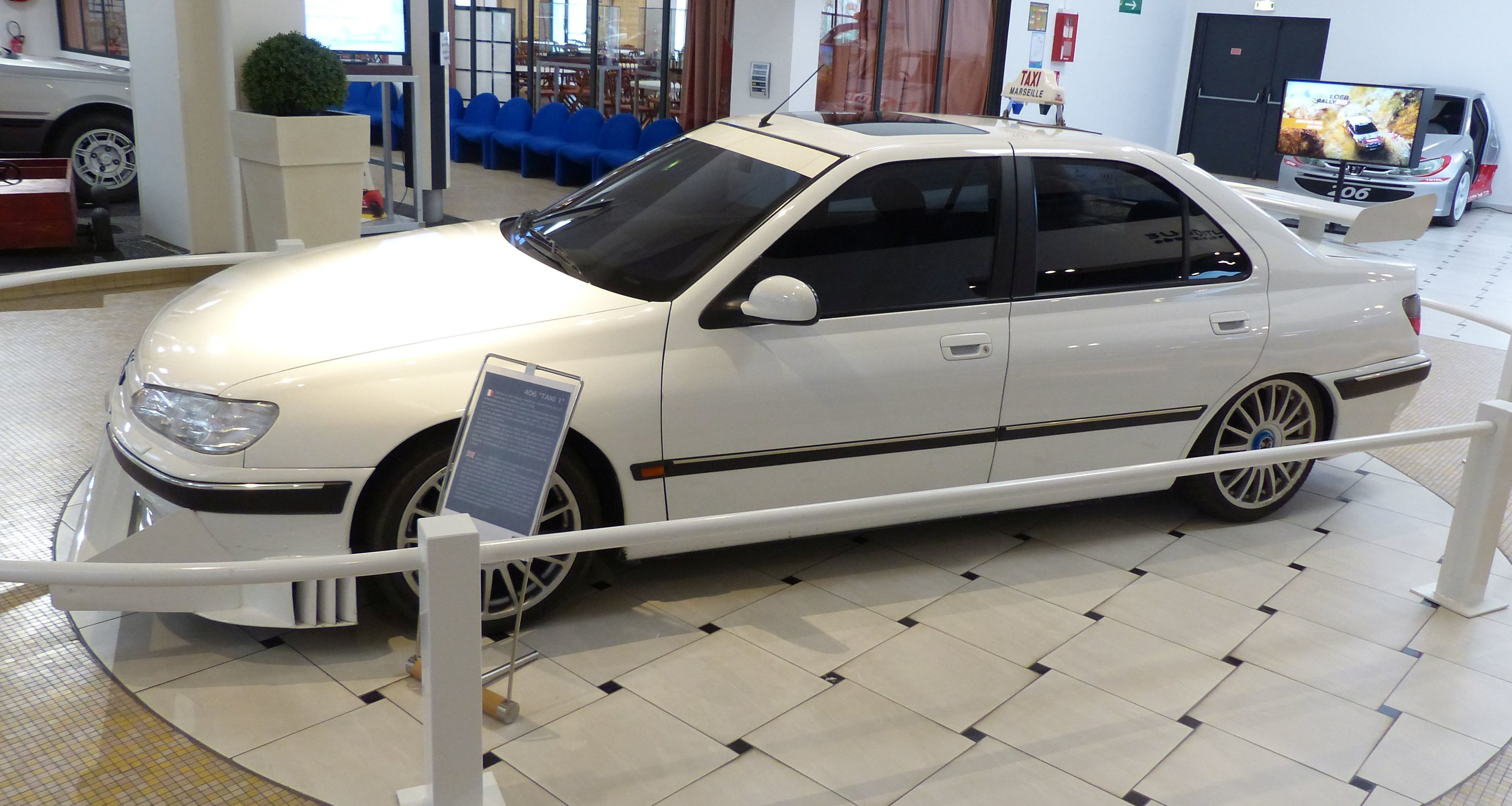
پژو ۴۰۶ از فیلم تاکسی. در موزه ماجراجویی پژو در سوشا، فرانسه.

داستان دربارهٔ یک گروه تبهکار آلمانی است که با ماشین مرسدس بنز به سرقت از بانک‌ها می‌پردازند و فردی به نام دانیل که یک سوپر ماشین پژو ۴۰۶ دارد و با پلیس همکاری می‌کند.
دانیل که یک مأمور پیک پیتزا است، بعد از ثبت یک رکورد جدید در تحویل پیتزا، موفق می‌شود که گواهینامه تاکسی‌رانی گرفته و شغل رؤیایی خود را بدست بیاورد. اما تاکسی او که بسیار تقویت شده است، بعلت سرعت غیرمجاز توقیف می‌شود و در همین حین، او به یک مأمور پلیس که نمی‌تواند رانندگی کند کمک می‌کند تا یک باند خلاف‌کار آلمانی را تعقیب و دستگیر کنند…

## تولید
لوک بسون ایده این فیلم را در سال ۱۹۹۶ مطرح کرد، اما در آن زمان بیش از حد مشغول فیلم عنصر پنجم بود که نتوانست آن را کارگردانی کند، بنابراین تصمیم گرفت به سادگی آن را تولید کند. او ایده خود را به شرکت تولید معمول خود، گومون ارائه کرد، اما گومون هیچ اعتمادی به پروژه نداشت و بسون را رد کرد. بسون به سراغ دو دوست قدیمی به نام‌های میشل و لوران پتین رفت که رهبری شرکت تولید کوچک ARP را بر عهده داشتند. آنها بر سر تقسیم ۵۰/۵۰ به توافق رسیدند و بسون شروع به جستجوی کارگردان کرد. او جرارد پیرس را از مدت‌ها قبل می‌شناخت، اما پیرس ۱۵ سال بود که فیلمی را کارگردانی نکرده بود. او کارگردانی آگهی‌های تبلیغاتی از جمله آگهی‌هایی برای پژو را بر عهده داشت که او را برای این پروژه مناسب کرد. به دلایل بودجه، لوکیشن در مارسی انتخاب شد و بازیگران در آن زمان نسبتاً ناشناخته بودند. به بازیگران شناخته شده‌تری مراجعه شد، اما آنها پروژه را رد کردند.

## بازخوردها
- از نظر پذیرش باکس آفیس، مجموعه فیلم‌های تاکسی یکی از موفق‌ترین فرنچایزهای فرانسوی است که تا کنون وجود داشته است.[۴] اولین فیلم چهارمین فیلم موفق سال فرانسه با ۶٫۴ میلیون مخاطب در سینما و فروش ۳۹٫۳ میلیون دلار بود.[۵] ۲٫۲ میلیون مخاطب در سینماهای خارج از کشور فرانسه داشت.[۶] این فیلم همچنین با ۱۲ میلیون بیننده در گروه تی‌اف۱ رتبه بسیار خوبی از تلویزیون داشت.
- آلمار هافلیداسون، در نقد فیلم برای بی‌بی‌سی، سه ستاره از پنج ستاره را به آن اختصاص داد.[۷]